# Elefantengebirge
Das Elefantengebirge (Khmer: ភ្នំដំរី, Chuŏr Phnum Dâmrei, auch Damrei-Gebirge genannt) ist ein Gebirge im Südwesten Kambodschas und schließt im Südosten des Kardamomgebirges an. Das durchschnittlich 1100 m hohe Gebirge schließt zusammen mit dem Kardamomgebirge die kambodschanische Tiefebene vom Golf von Thailand ab. Es erreicht seine höchste Erhebung mit dem Phnom Popok (wörtlich „Berg um den die Wolken kreisen“) mit einer Höhe von 1079 m.

## Klima
An den Westhängen der Gebirge Kambodschas steigen die Regenmengen auf 4000 mm und mehr an, die Höchstwerte werden im Elefantengebirge mit 5300 mm erreicht.

## Fauna
In bevölkerungsarmen Bergregenwäldern und Gebirgsgegenden leben einige hundert Großkatzen wie Tiger, Panther und Leoparden. Die wenigen im Elefantengebirge lebenden Indochinesischen Tiger sind weiterhin von Wilderern bedroht, da in Ländern wie China, Taiwan, Korea und Japan Tigerpenisse als Potenzmittel verwendet werden.

## Tourismus
Die Bokor Hill Station ist ein Bergresort auf dem 1081 m hohen Hochplateau des Phnom Popok.